# Maurice Deville
Maurice John Deville (* 31. Juli 1992 in Sulingen, Niedersachsen) ist ein luxemburgischer Fußballspieler.

## Karriere

### Verein
Maurice Deville, Sohn des ehemaligen luxemburgischen Nationalspielers Franck Deville und einer deutschen Mutter, spielte bis 2007 in der Jugend von Swift Hesperingen und wechselte dann nach Deutschland zum SC Uckerath. In einem Spiel mit einer luxemburgischen U-Nationalmannschaft fiel er Scouts des damaligen deutschen Zweitligisten Alemannia Aachen auf, zu dem er kurz darauf wechselte. Mit dessen Jugendmannschaften spielte Deville in den Jugend-Bundesligen. Nach dem Ende seiner Jugendkarriere ging er zum Viertligisten SV Elversberg. Sein Debüt im Seniorenbereich gab Deville am 13. August 2011, als er am zweiten Spieltag der Regionalliga West gegen die zweite Mannschaft des Bundesligisten Borussia Mönchengladbach in der 80. Minute für Christian Grimm eingewechselt wurde. Nach dem Aufstieg in die 3. Liga wechselte Deville 2013 zum Ligakonkurrenten 1. FC Saarbrücken, für den bereits sein Vater gespielt hatte. Anfang 2014 wurde er vom Trainer in die Zweite Mannschaft degradiert. Zur Saison 2014/15 wechselte er zur zweiten Mannschaft des 1. FC Kaiserslautern. Am 16. August 2015 gab Deville sein Debüt in der 2. Bundesliga und schoss dabei sein erstes Tor für den 1. FC Kaiserslautern. In der Saison 2016/17 wurde er für ein Jahr an den Drittligisten FSV Frankfurt verliehen. Dabei erzielte er bei seinem Debüt gegen Hansa Rostock sein erstes Tor für den FSV Frankfurt. Anfang Juli 2017 unterzeichnete der Offensivspieler einen Zweijahresvertrag beim Regionalligisten SV Waldhof Mannheim und verlängerte diesen im April 2019 um ein weiteres Jahr. Am 20. April 2019 konnte Deville mit den Waldhöfern den Aufstieg in die 3. Liga feiern und kehrte damit in den Profifußball zurück. Zur Saison 2020/21 wechselte Deville zurück zu seinem ehemaligen Verein 1. FC Saarbrücken, wo er einen Zweijahresvertrag unterschrieb. Am 31. Januar 2022 unterschrieb Deville dann einen Vertrag beim SV Sandhausen in der 2. Bundesliga. Seine erste Partie bestritt er dann fünf Tage später, als er beim 2:0-Heimsieg über den FC Erzgebirge Aue in der 71. Minute für Pascal Testroet eingewechselt wurde. Trotz Klassenerhalt und zwölf Einsätzen wurde sein Vertrag nach dem Saisonende nicht mehr verlängert. Anschließend kehrte er nach 15 Jahren im deutschen Fußball zurück nach Luxemburg und unterschrieb einen Vertrag bei seinem Jugendverein Swift Hesperingen in der BGL Ligue. Hier absolvierte er in seiner ersten Spielzeit 15 Ligapartien und gewann mit dem Klub erstmals die nationale Meisterschaft. Im Sommer 2024 beendete der Verein dann die Zusammenarbeit mit dem Mittelfeldspieler und löste dessen Vertrag wieder auf. Anschließend war Deville bis zum 31. Januar 2025 vereinslos, ehe ihn der FC Schalke 04 II aus der Regionalliga West verpflichtete. Hier schoss der Stürmer in elf Ligapartien einen Treffer und verließ den Verein am Saisonende wieder. Zur Saison 2025/26 kehrte er nach Luxemburg zurück, wo er einen Vertrag beim Erstligaaufsteiger FC Jeunesse Canach unterschrieb.

### Nationalmannschaft
Von 2007 bis 2011 absolvierte Deville 23 Partien für diverse luxemburgische Jugendauswahlen und erzielte dabei einen Treffer. Sein Debüt für die A-Nationalmannschaft gab er am 15. November 2011, als er bei der 0:1-Heimniederlage im Testspiel gegen die Schweiz in der 88. Minute für René Peters eingewechselt wurde. Am 29. Februar 2012 markierte Deville seine ersten beiden Treffer für die Nationalmannschaft beim 2:1-Sieg gegen Mazedonien. Bis zu seinem letzten Einsatz im Juni 2022 absolvierte er 61 Länderspiele und erzielte dabei drei Tore.

## Erfolge
- Luxemburgischer Meister: 2023

## Sonstiges
Am 2. September 2024 gab Deville per Wildcard sein Debüt in der Baller League für Calcio Berlin im Spiel gegen Golden XI (3:3).